# Папа Гргур IV
Папа Гргур IV (лат. Gregorius IV; око 795 - 25. јануар 844) је био 101. папа од октобра 827. године до своје смрти.

## Детињство и младост
Гргур је био син римског патриција Јована. У црквену службу ступио је током понтификата папе Паскала I. Гргур је био кардинал Базилике Светог Марка у Риму. Као и његов претходник, Гргур је изабран од стране племства. Једногласно је изабран као најдостојнији да преузме титулу епископа Рима. Упркос противљењу, Гргур је постављен за папу у Латеранској палати након одржаних избора октобра 827. године. Освећење је, међутим, одложено до 29. марта 828. године када је избор Гргура за папу потврђен од стране светоримског цара Луја II. Ово одлагање је у складу са документом познатим као Constitutio romana кога је 817. године донео Лотар I. У складу са овим документом, католичка црква стављена је у подређени положај у односу на Каролиншко царство. Избор папе није могао бити пуноважан без присуства цара. 

## Понтификат

### Грађански рат у Каролиншком царству
Понтификат папе Гргура поклапа се са грађанским ратом у Каролиншком царству између унука Карла Великог (синова Лудвига Побожног), Лотара I, Пипина I Аквитанског и Лудвига I Немачког. Лудвигу се 823. године родио син Карло Ћелави коме је 829. године отац преписао територије Аламанију, Алзас, Рецију и део Бургундије. Ове територије биле су преписане старијем Лудвиговом сину Лотару. Тако је избио грађански рат. Гргур је критиковао Карла Ћелавог због те одлуке (829. године). Следеће године је Гргур наложио Лују I да своју жену Јудиту ослободи заточеништва у манастиру. 
Грађански рат поново се распламсао на Ускрс 833. године. Гргур је стао на страну Лотара тражечи од њега да се измири са оцем. Намеравао је да напусти Рим и лично се придружи Лотару надајући се да ће његово присуство довести до склапања мира. Неки франачки епископи побунили су се против папе и претили су његовим свргавањем. Војске Луја и Лотара среле су се у близини Колмара 24. јуна 833. године. Гргур је покушао да преговара, али му то није успело. Луја су напустиле његове присталице те је он приморан на безусловну предају. Лотар је проглашен за цара, док је Луј свргнут и понижен. Гргур се након ових догађаја вратио у Рим. Луј је повратио престо 834. године. Гргур је успео да га убеди да су његове намере биле часне и да је покушао да мирно реши сукоб између Лудвига Побожног и његових синова. Након овог неуспеха, Гргур се до краја свог понтификата посветио унутрашњим црквеним питањима. Неколико пута је покушавао да измири Лудвигове синове све до 843. године када је Верденским споразумом постигнут трајан мир. 

### Грађевински подухвати и верска питања
Гргур је допринео архитектонском развоју Рима. Године 833 потпуно је обновио цркву Светог Марка у Риму украсивши зидове мозаицима у византијском стилу. Обновио је атријум базилике Светог Петра и пренео је у њу тело папе Гргура I Великог. Из римских катакомби пренео је у новоизграђене капеле тела Светог Севастијана, Тибуртија и Горгонија. Подигао је олтар у цркви Свете Марије у Трастеверу и основао је манастир у близини цркве. Поправио је Трајанов аквадукт који је оштећен током понтификата папе Лава III. Обновио је делове луке Остије оштећене приликом напада Сарацена и преименовао ју је у Грегориополис. 
Гргуров понтификат поклапа се са крајем Иконоборства у Византијском царству. Гргур је промовисао прославу празника Свих светих у оквиру Каролиншког царства. Поставио је Ансгара, "Апостола севера", на место хамбуршко-бременског архиепископа 832. године. Послао је 31. марта 837. године палијум архиепископу у Салцбургу. 
Гргур је умро 25. јануара 844. године. Сахрањен је у Базилици Светог Петра. Наследио га је папа Сергије II. 